# ○○ がんばらなくてもええねんで!!
「○○ がんばらなくてもええねんで!!」（がんばらなくてもええねんで!!）は、スマイレージのメジャー2枚目、インディーズから通算して6枚目のシングル。2010年7月28日にアップフロントワークス（hachamaレーベル）から発売された。

## 概要
初回生産限定盤A、初回生産限定盤B、初回生産限定盤C、通常盤の4種。初回生産限定盤にはそれぞれDVDが付属している。店頭特典として対象の各店舗にてトレーディングカード、ポスターが配布された。
購入者対象の抽選イベントへの応募に使用するシリアルナンバーカードが全種に封入されている（通常盤は初回製造分のみ）。イベントは同年8月15日にクラブダイアモンドホール・9月4日に山野ホールにて行われた。
ABCテレビ「おはよう朝日です」ライオンちゃんの星占いコーナーBGM。
ABCテレビ「ホップ!ステップ!シャンプー!」8月度エンディングテーマ。
カップリング曲として収録されている「○○ がんばらなくてもいいんだよ!!」は表題曲の「○○ がんばらなくてもええねんで!!」の共通語バージョンにあたる楽曲となっている。

## 収録曲
全作詞・作曲：つんく
1. ○○ がんばらなくてもええねんで!!
  - 編曲：高橋諭一
2. ○○ がんばらなくてもいいんだよ!!
  - 編曲：高橋諭一
3. スマイル美人
  - 編曲：平田祥一郎
4. ○○ がんばらなくてもええねんで!! (Instrumental)

## シングルV
2010年8月4日に発売された、上記作品のシングルDVD。

### 収録内容
1. ○○ がんばらなくてもええねんで!!
2. ○○ がんばらなくてもええねんで!! (Another Ver.)
3. メイキング映像

## 参加メンバー
- 1期：和田彩花、前田憂佳、福田花音、小川紗季

## 参加ミュージシャン
○○ がんばらなくてもええねんで!!
- プログラミング&ギター：高橋諭一
- ベース：スティング宮本
- ドラム：高尾俊行
- コーラス：CHINO・つんく

○○ がんばらなくてもいいんだよ!!
- プログラミング&ギター：高橋諭一
- ベース：スティング宮本
- ドラム：高尾俊行
- コーラス：CHINO・つんく

スマイル美人
- プログラミング：平田祥一郎
- コーラス：CHINO・つんく